# Johan Anthierens

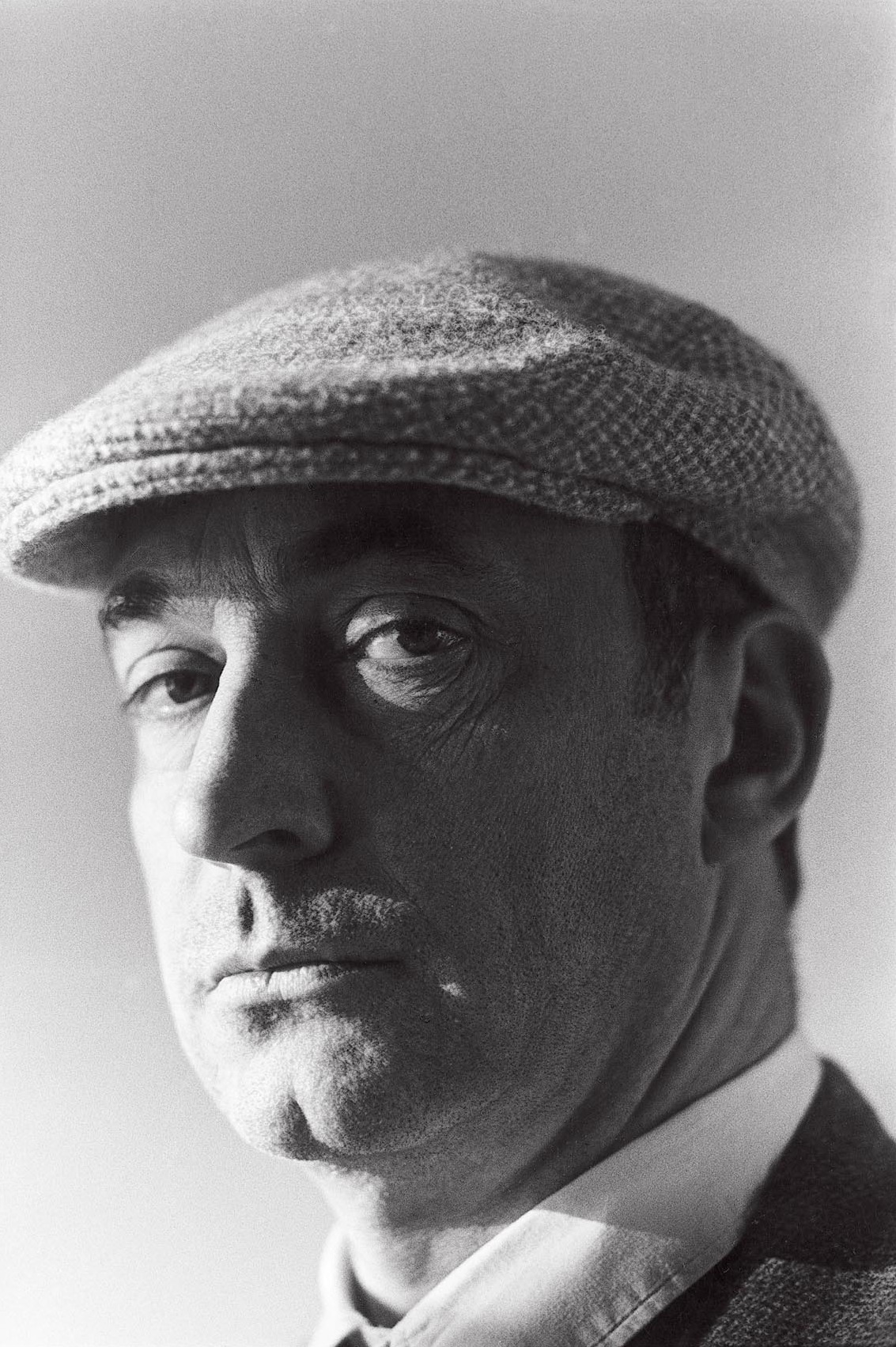
Johan Anthierens, 1986

Johan Anthierens (* 22. August 1937 in Machelen, Flämisch-Brabant; † 20. März 2000) war ein flämischer Journalist und Schriftsteller aus Belgien.

## Leben
Anthierens schrieb als kritischer Journalist u. a. für Het Nieuwsblad und berichtete neben kritischen Artikeln zur Tagespolitik auch Feuilletonistisches und Sportliches, wie z. B. von Omloop Het Nieuwsblad.
Neben seinem Brotberuf entstanden mit den Jahren einige Bücher.
Am 20. März 2000 starb Johan Anthierens im Alter von über 62 Jahren.

## Werke (Auswahl)
Autobiographie
- Niemands meester, niemands knecht. Van Halewijk, Leuven 2003/05

1. Leve mij. 2003, ISBN 90-5617-500-9.
2. Ooggetuige. 2005, ISBN 90-5617-650-1.

Biographien
- Jacques Brel. De passie en de pijn. 8. Aufl. Olympus, Amsterdam 2006, ISBN 90-467-0243-X.
- Willem Elsschot. Het Ridderspoor. Meulenhoff, Amsterdam 1992, ISBN 90-6303-170-X.

Sachbücher
- Het Belgische domdenken. Smaadschrift. Kritak, Leuven 1986, ISBN 90-6303-170-X.
- Brief an een postzegel. Kritisch koningsboek. Kritak, Leuven 1992, ISBN 90-290-9993-3.

| Personendaten    | Personendaten                            |
| ---------------- | ---------------------------------------- |
| NAME             | Anthierens, Johan                        |
| KURZBESCHREIBUNG | belgischer Journalist und Schriftsteller |
| GEBURTSDATUM     | 22. August 1937                          |
| GEBURTSORT       | Machelen, Flämisch-Brabant               |
| STERBEDATUM      | 20. März 2000                            |